# برنارد بودوكس
برنارد بودوكس (مواليد 31 مايو 1928) هو مبارز بالسيف فرنسي، مثّل بلاده في الألعاب الأولمبية الصيفية 1956.

## روابط خارجية
برنارد بودوكس على موقع أوليمبيديا (الإنجليزية)